# 八代市立第四中学校
八代市立第四中学校（やつしろしりつ だいよんちゅうがっこう）は、熊本県八代市古閑上町にある市立中学校。

## 沿革
- 1947年（昭和22年）4月 - 八代郡八千把村立八千把中学校設立
- 1954年（昭和29年）4月1日 - 八代市に合併、八代市立第四中学校と改名

## 著名な卒業生
- 智ノ花伸哉（大相撲元小結、現年寄・玉垣）
- 古島清人（元Jリーグサッカー選手）